# Államok vezetőinek listája 1033-ban
Ezen az oldalon az 1033-ban fennálló államok vezetőinek névsora olvasható földrészek, majd országok szerinti bontásban.

## Európa
- Angol Királyság – II. Nagy Knut király (1016–1035)
- Bizánci Birodalom – Zóé császárnő (1028–1050) és III. Rómanosz császár (1028–1034) társuralkodók
- Bretagne – III. Alan herceg (1008–1040)
- Dánia – II. Nagy Knut király (1018–1035)
- Duklja – I. Dobroszláv Vojiszláv herceg (1018–1051)
- Gascogne-i Hercegség (Nyugat-Frankföld vazallusa) – Berengár herceg (1032–1036) és Odo herceg (1032–1039) társuralkodók
- Hispania –
  - Barcelonai Grófság – I. Görbe Berengár Rajmund gróf (1017–1035)
  - Kasztíliai Grófság – I. Ferdinánd gróf (1032–1038)
  - Leóni Királyság – III. Bermudo király (1028–1037)  
    - Első portugál grófság – III. Mendo gróf (1028–1050)

  - Pamplonai Királyság – III. Nagy Sancho király (1004–1035)
  - Pallars grófság –
    - Alsó Pallars grófság – III. Rajmund gróf (1011–1047)
    - Felső Pallars grófság – II. Vilmos gróf (1011–1035)

  - Ribagorça grófság – III. Nagy Sancho király (1018–1035)
  - Táifák – Abu Hazm Dzsahvar ibn Muhammad dzsahvarida vezír (1031–1043)
- Horvát Királyság – I. István király (1030–1058)
- Írország – III. Donnchad főkirály (1022–1064)
  - Connacht – Art Uallach Ua Ruairc király (1030–1046)
  - Uí Maine – Diarmaid mac Tadgh Ua Ceallaigh, Uí Maine királya (1030–1065)
- Kaukázus
  - Grúz Királyság – IV. Bagrat Bagrationi király (1027–1072)
  - Kaheti Hercegség – III. Kvirike herceg (1010–1037/1039)
  - Ani (Örményország) – III. Szempad király (1020–1040/1041)
- Kijevi Rusz – I. Bölcs Jaroszláv fejedelem (1019–1054)  
  - Polocki Fejedelemség – Brjacsiszláv Izjaszlavics fejedelem (1003–1044)
- Lengyelország – II. Mieszko lengyel fejedelem (1032–1035)
- Magyar Királyság – I. István király (997–1038)
- Német-római Birodalom –
  - Areláti Királyság – II. Konrád király (1032–1039)
  - Német Királyság – II. Konrád német király (1024–1039) 
    - Ausztria – Adalbert őrgróf (1018–1055)
    - Bajorország – VI. Henrik herceg (1027–1042)
    - Csehország – 
      1. Ulrik fejedelem (1012–1033)
      2. Jaromír fejedelem (1033–1034)

    - Karintia – Adalbert herceg (1011–1035)
    - Kölni Választófejedelemség – Pilgrim érsek (1021–1036)
    - Lotaringia –
      - Alsó-Lotaringia – I. Gozelon herceg (1019–1044)
      - Felső-Lotaringia – 
        1. III. Frigyes herceg (1026–1033)
        2. I. Gozelon herceg (1033–1044)

      - Fríziai grófság – III. Dirk holland gróf (993–1039)
      - Hainaut-i grófság – V. Reginár gróf (1013–1039)

    - Mainzi Választófejedelemség – Bardo érsek (1031–1051)
    - Meißeni Őrgrófság – II. Ekkehard őrgróf (1031–1046)
    - Svábföld – IV. Hermann herceg (1030–1038)
    - Szászország – II. Bernát szász őrgróf (1011–1059)
    - Trieri Választófejedelemség – Poppo érsek (1016–1047)

  - Itáliai Királyság –
    - Amalfi Köztársaság – II. János herceg (1029–1034)
    - Aquileia – Poppo pátriárka (1019–1045)
    - Beneventói Hercegség – 
      1. III. Pandulf herceg (1012–1033); V. Pandulf herceg (1014–1033), társuralkodók
      2. III. Pandulf herceg (1033–1050)

    - Capuai Hercegség – IV. Pandulf herceg (1026–1050)
    - Gaetai Hercegség – I. Pandulf herceg (1032–1038)
    - Milánó – Ariberto da Intimiano milánói érsek (1018–1045)
    - Nápolyi Hercegség – IV. Sergius herceg (1002–1036)
    - Salernói Hercegség – IV. Guaimar herceg (1027–1052)
    - Spoletói Hercegség – II. Hugó herceg (1020–1035)
    - Toszkána – IV. Bonifác őrgróf (1027–1052)
    - Velencei Köztársaság – Domenico Flabanico dózse (1032–1043)
- Norvégia – Nagy Knut király (1028–1035)
- Nyugat-Frankföld – I. Henrik király (1031–1060) 
  - Angoulême-i grófság – Geoffrey gróf (1032–1048)
  - Anjou grófság – III. Fekete Fulkó gróf (987–1040)
  - Aquitania – VI. Kövér Vilmos herceg (1030–1038)
  - Blois-i Grófság – II. Odo gróf (1004–1037)
  - Champagne – III. Odó gróf (1022–1037)
  - Flamand grófság – IV. Szakállas Balduin gróf (988–1035)
  - Maine-i grófság – Interregnum (1032–1036)
  - Namuri Őrgrófság – II. Albert namuri gróf (1031–1063)
  - Normandia – I. Róbert herceg (1027–1035)
  - Provence – III. Vilmos provence-i gróf (1014–1037)
  - Toulouse-i grófság – III. Vilmos toulouse-i gróf (978–1037)
  - Vermandois-i grófság – I. Ottó gróf (1015–1045)
- Pápai állam – IX. Benedek pápa (1032–1044)
- Skót Királyság – II. Malcolm király (1005–1034)
- Svédország – III. Anund király (1021/1022–1053)
- Wales
  - Deheubarth – 
    1. Rydderch ap Iestyn király (1023–1033)
    2. Hywel ab Edwin király (1033–1044)

  - Gwynedd – III. Iago ab Idwal ap Meurig király (1023–1039)
  - Powys – 
    1. Rhydderch ab Iestyn király (1023–1033)
    2. Iago ab Idwal ap Meurig király (1033–1039)

## Afrika
- Egyiptom – Al-Zahir li-lzaz Din Alláh fátimida kalifa (1021–1036)
- Etiópia – Germa Szejum császár (999–1039)
- Hammádida Birodalom (Algéria) – Hammád szultán (1028–1054)
- Ifríkija – al-Muizz ibn Badisz zírida emír (1015–1062)
- Marokkó (Tanger és a Ríf környéke) – arab és berber törzsek váltakozó uralma

## Ázsia
- Abbászida Kalifátus
  - Uralkodó – al-Káím kalifa (1031–1075)
  - a hatalom tényleges birtokosa: – Abu Kálídzsár Marzbán (1024–1048)
  - Perzsia – Saraf al-Maálí Anúsírván Manúcsihr zijárida uralkodó (1031–1043)
    - Gorgán és Tabarisztán – Saraf al-Maálí Anúsírván Manúcsihr zijárida emír (1031–1043)
    - Hamadán – Abu Kálídzsár Marzbán buvajhida emír (1024–1048)
    - Transzoxánia – Ebu karahánida kán (1032–1042)
    - Kermáni Emírség – Abu Kálídzsár Marzbán buvajhida emír (1028–1048)
- Bizánci Birodalom – Zóé császárnő (1028–1050) és III. Rómanosz császár (1028–1034) társuralkodók
- Gaznavida Birodalom – I. Maszúd gaznavida szultán (1031–1041)
- India
  - Csálukja – II. Dzsajaszimha király (1015–1042)
  - Csola – I. Rádzsendra Csola király (1012–1044)
  - Gudzsarát – I. Bhimdev király (1021–1063)
  - Kamarúpa – Harsapála király (1015–1035)
  - Malwa – Bhodzs (vagy Bhodzsa) király (1010–1060)
  - Manipur – Kainou Irengba király (983–1073)
  - Pála Birodalom – Mahipála király (985–1036)
  - Pratihara – Jaszapála király (1027–1036)
- Japán – Go-Icsidzsó császár (1016–1036)
- Khmer Birodalom – I. Szurjavarman, Angkor királya (császára) (1006–1049)
- Kína – Zsen-cung, Szung császár (1022–1063)
- Kitán Birodalom (Liao-dinasztia) – Hszing Cung császár (1031–1055)
- Korea (Korjo-dinasztia) – Tokcsong király (1031–1034)
- Nyugati Hszia-dinasztia – Csing-cung herceg (1032–1038)